# Planispectrum bakiensis
Planispectrum bakiensis är en insektsart som beskrevs av Oliver Zompro 1998. Planispectrum bakiensis ingår i släktet Planispectrum och familjen Heteropterygidae. Inga underarter finns listade i Catalogue of Life.